# Eraclea
Eraclea és un municipi italià, dins de la ciutat metropolitana de Venècia. L'any 2007 tenia 12.695 habitants. Limita amb els municipis de Caorle, Jesolo, San Donà di Piave, San Stino di Livenza i Torre di Mosto.

## Administració
| Període | Identitat     | Partit      |
| ------- | ------------- | ----------- |
| 2006-   | Graziano Teso | Centredreta |

## Personatges il·lustres
- Pauluci Anafest, primer dux de Venècia
- Marcello Tegalliano, segon dux de Venècia
- Orso Ipato, tercer dux de Venècia
- Angelo Participazio, desè dux de Venècia
- Angelo Correr, bisbe d'Eraclea (1406-1410) (Papa Gregori XII)